# ザッツ・ホワット・アイ・セイ
『ザッツ・ホワット・アイ・セイ』（原題：That's What I Say: John Scofield Plays the Music of Ray Charles）は、アメリカ合衆国のジャズ・ギタリスト、ジョン・スコフィールドが2004年12月に録音し、2005年に発表したアルバム。2004年に死去したレイ・チャールズに捧げられたトリビュート・アルバムである。

## 背景
スコフィールドのアルバムとしては珍しくレーベル主導の企画で、スコフィールドと旧知のドラマーであるスティーヴ・ジョーダンが、本作ではヴァーヴの推薦によりプロデューサーも務めた。スコフィールドは2015年のインタビューで、本作に関して「私のレコードで唯一『プロデュースされた』作品」「ヴァーヴからは、私の曲集ではなく、普段と違う売れそうなレコードを要求された」「とても楽しい時間を過ごせたけど、いつもとは違っていた。他のレコードでは、レーベルは私に自由にやらせてくれたし、一緒にレコードを作る友達の人選にも口を出さなかったからね」とコメントしている。ジョーダンは大部分の曲でドラムス（またはカクテル・ドラム）を担当しているが、「クライン・タイム」はスコフィールドとラリー・ゴールディングスのデュオによる演奏で、「ジョージア・オン・マイ・マインド」は、スコフィールドのギター独奏である。
本作に参加したスペシャル・ゲストのうちデヴィッド・"ファットヘッド"・ニューマンは、生前のチャールズのバンドでサクソフォーンを演奏していた。

## 反響・評価
アメリカでは『ビルボード』のジャズ・アルバム・チャートで5位、トップ・ヒートシーカーズで20位に達した。アレックス・ヘンダーソンはオールミュージックにおいて5点満点中3.5点を付け「彼のアルバムは、抽象的かつ知的な物もあれば、ファンキーでグルーヴを重視した物もある。『ザッツ・ホワット・アイ・セイ』は後者の典型例である」「ジャズ通ぶった連中よりも、ジャズとR&Bの両方に敬意を持つ人々に向いている」と評している。

## 収録曲
1. バステッド - "Busted" (Harlan Howard) - 6:31
2. ホワットド・アイ・セイ - "What'd I Say" (Ray Charles) - 6:18
  - スペシャル・ゲスト：ドクター・ジョン、ウォーレン・ヘインズ（英語版）、ジョン・メイヤー、アーロン・ネヴィル、メイヴィス・ステイプルズ（以上ボーカル）、デヴィッド・"ファットヘッド"・ニューマン（英語版）（テナー・サクソフォーン）
3. スティックス・アンド・ストーンズ - "Sticks and Stones" (Henry Glover, Titus Turner) - 3:44
4. アイ・ドント・ニード・ノー・ドクター - "I Don't Need No Doctor" (Jo Armstead, Nickolas Ashford, Valerie Simpson) - 4:30
  - スペシャル・ゲスト：ジョン・メイヤー（ボーカル、エレクトリック・ギター、アコースティック・ギター）
5. クライン・タイム - "Cryin' Time" (Buck Owens) - 1:33
6. アイ・キャント・ストップ・ラヴィング・ユー - "I Can't Stop Loving You" (Don Gibson) - 4:48
  - スペシャル・ゲスト：メイヴィス・ステイプルズ（ボーカル）
7. ヒット・ザ・ロード・ジャック - "Hit the Road Jack" (Percy Mayfield) - 5:29
  - スペシャル・ゲスト - デヴィッド・"ファットヘッド"・ニューマン（テナー・サクソフォーン）
8. トーキン・バウト・ユー/アイ・ガット・ア・ウーマン - "Talkin' 'bout You/I Got a Woman" (R. Charles / R. Charles, Renald Richard) - 5:50
  - スペシャル・ゲスト：ドクター・ジョン（ボーカル、ピアノ）、デヴィッド・"ファットヘッド"・ニューマン（テナー・サクソフォーン）
9. アンチェーン・マイ・ハート（パート1） - "Unchain My Heart (Part 1)" (Robert Sharp, Teddy Powell) - 5:05
10. レッツ・ゴー・ゲット・ストーンド - "Let's Go Get Stoned" (J. Armstead, N. Ashford, V. Simpson) - 3:29
11. ナイト・タイム・イズ・ザ・ライト・タイム - "Night Time Is the Right Time" (Lew Herman) - 4:57
  - スペシャル・ゲスト：ウォーレン・ヘインズ（ボーカル、スライドギター）
12. ユー・ドント・ノウ・ミー - "You Don't Know Me" (Eddy Arnold, Cindy Walker) - 4:57
  - スペシャル・ゲスト：アーロン・ネヴィル（ボーカル）
13. ジョージア・オン・マイ・マインド - "Georgia on My Mind" (Hoagy Carmichael, Stuart Gorrell) - 8:10
  - アメリカ盤CD (B0004360-02)では、本編終了後「アンチェーン・マイ・ハート（パート2）」が隠しトラックとして収録されており、同曲は日本盤CD (UCCV-1076)では独立したトラック（14曲目）として明記されていた。

### 日本盤ボーナス・トラック
1. ドロウン・イン・マイ・オウン・ティアーズ - "Drown in My Own Tears" (H. Glover) - 5:20

## 参加ミュージシャン
スペシャル・ゲストに関しては上記「収録曲」参照。
- ジョン・スコフィールド - ギター(all songs)、フィンガー・スナップ(on #7)
- スティーヴ・ジョーダン - ドラムス(on #1, #3, #4, #6, #7, #9, #10, #11, #12)、カクテル・ドラム(on #2, #8)、パーカッション(on #2)、バックグラウンド・ボーカル(on #2, #11)、フィンガー・スナップ(on #7)、タンブリン(on #8)、手拍子(on #11)
- ラリー・ゴールディングス（英語版） - ハモンドオルガン(on #1, #3, #5, #6, #8, #9, #12)、エレクトリックピアノ(on #2, #6)、ヴィブラフォン(on #2)
- ウィリー・ウィークス - エレクトリック・アップライト・ベース(on #2, #8, #12)、ベース・ギター(on #3, #4, #6, #7, #9, #10, #11)
- マノロ・バドレーナ - パーカッション(on #2)、ティンバレス(on #2)、スパニッシュ・スポークン・ワード(on #2)、タンブリン(on #8)
- アレックス・フォスター - テナー・サクソフォーン(on #2, #7, #8, #10)
- ハワード・ジョンソン - バリトン・サクソフォーン(on #2, #7, #8, #10, #11)
- アール・ガードナー - トランペット(on #2, #7, #8, #10)
- キース・オークイン - トロンボーン(on #2, #7, #8, #10)
- リサ・フィッシャー - バックグラウンド・ボーカル(on #2, #6, #11)、手拍子(on #11)
- ヴァネッサ・トーマス - バックグラウンド・ボーカル(on #2, #6, #11)、手拍子(on #11)
- ミーガン・ヴォス - バックグラウンド・ボーカル(on #2)